# Гімн Східного Тимору
Гімн Схі́дного Тимо́ру — композиція «Pátria» («Вітчизна»). Уперше був виконаний на офіційній церемонії 28 листопада 1979 у день, коли Східний Тимор проголосив незалежність від Португалії, незадовго до вторгнення індонезійських військ (7 грудня 1979 року).
Після виведення індонезійських військ і остаточного здобуття країною незалежності 20 травня 2002 року «Pátria» була оголошена національним гімном.
Автор музики до гімну — Афонсу Реденторе де Араужу (порт. Afonso Redentor de Araújo), автор слів — Франсішку Боржа да Кошта (порт. Francisco Borja da Costa), убитий у день початку індонезійської окупації. Нині гімн виконується тільки португальською, а версія мовою тетум — національною та офіційною мовою країни — відсутня.
- Написаний: 1975
- Затверджений: 2002

## «Pátria»
Pátria, Pátria, Timor-Leste, nossa Nação. 

Glória ao povo e aos heróis da nossa libertação.

Pátria, Pátria, Timor-Leste, nossa Nação. 

Glória ao povo e aos heróis da nossa libertação.

Vencemos o colonialismo, gritamos:

abaixo o imperialismo. 

Terra livre, povo livre, 

não, não, não à exploração. 

Avante unidos firmes e decididos.

Na luta contra o imperialismo

o inimigo dos povos, até à vitória final.

Pelo caminho da revolução.
Pátria, Pátria, Timor-Leste, nossa Nação. 

Glória ao povo e aos heróis da nossa libertação.

## Приблизний переклад українською
Вітчизно, Вітчизно, Східний Тиморе, наша Батьківщина. 

 Слава його людям і героям нашого визволення. 

 Вітчизно, Вітчизно, Східний Тиморе, наша Батьківщина. 

 Слава його людям і героям нашого визволення. 

 Переможемо колоніалізм і вигукнемо: 

 «Геть імперіалізм!». 

 Вільна земля, вільний народ, 

 Ні, ні, ні експлуатації! 

 Вперед, єдині, тверді, рішучі, 

 На боротьбу з імперіалізмом, 

 Ворогом народу, до остаточної перемоги. 

 По дорозі революції.